# Atlanta Blaze
Gli Atlanta Blaze sono stati una franchigia di pallacanestro della WBA, con sede ad Atlanta, in Georgia, attivi nel 2012.

## Stagioni
| Stagione | Lega | Denominazione | V | P | % | Piazzamento | Play-off |
| -------- | ---- | ------------- | - | - | - | ----------- | -------- |
| 2012     | WBA  | Atlanta Blaze |   |   |   |             | -        |